# Самегар
Самегар, сын Анафа (ивр. שַׁמְגַּר בֶּן־עֲנָת‎, Шамгар бен Анат) — третий судья Израильский; сын Анафа. Был учеником и преемником Аода. Обладал громадною силою и храбростью, как то видно из того, что при одном случае он избил 600 филистимлян одним только воловьим рожном. Доказательством печального состояния, до которого были доведены Израильтяне в это время, служит следующее место в песни Деворы и Варака: «дороги были пусты, и ходившие прежде путями прямыми ходили тогда окольными дорогами» Суд. 5:6. Если Самегар не был современником Варака и Деворы, то очевидно он непосредственно предшествовал им. Самегар судил народ Израиля меньше одного года.